# 박도해
박도해(1992년 4월 23일 ~)는 대한민국의 가수, 뮤지컬 배우다. 2016년 뮤지컬 '내 남자친구에게'로 데뷔했다.

## 방송
- 이슈메이커스 (2019)
- 미스터트롯2 - 새로운 전설의 시작 (2022) - Top119

## 음반
- 이런 노래 (2022)

## 공연
- 내 남자친구에게 (2016-2017)
- 김종욱 찾기 (2016-2021)
- 오！당신이 잠든 사이 (2018-2019)
- 인비저블 - 대구 (2022)

## 뮤직비디오
- 한이재 <누구없나요> (2020)